# Formigueret de flancs blancs
El formigueret de flancs blancs (Myrmotherula axillaris) és una espècie d'ocell de la família dels tamnofílids (Thamnophilidae).

## Hàbitat i distribució
Habita la selva pluvial i vegetació secundària de les terres baixes al vessant del Carib del sud-est d'Hondures, Nicaragua i Costa Rica, ambdues vessants de Panamà i des de l'oest, nord i est de Colòmbia, oest i sud de Veneçuela, Trinitat i Guaiana, per l'oest dels Andes, fins l'oest d'Equador i, per l'est dels Andes, a través de l'est d'Equador i centre i est de Perú fins al nord i l'est de Bolívia i Brasil amazònic.